# Resident Evil 7: Biohazard
Resident Evil 7: Biohazard je survival horor z roku 2017, který vyvinula a vydala společnost Capcom. Hra se odchyluje od akčněji zaměřených her Resident Evil 5 a Resident Evil 6 a vrací se ke kořenům série survival hororů, přičemž klade důraz na průzkum. Jedná se o první hlavní hru Resident Evil, která využívá pohled z první osoby. Pokračování s názvem Resident Evil Village vyšlo 7. května 2021.

## Synopse
Hráč ovládá postavu Ethana Winterse, který pátrá po své dlouho pohřešované manželce Mie na opuštěné plantáži obývané infikovanou rodinou Bakerů. Během své cesty tajuplným domem řeší hádanky a bojuje s různými nepřáteli.

## Vývoj
Sedmý díl této série je první plnohodnotnou hrou využívající vlastní RE Engine společnosti Capcom. Vývoj vedl Koshi Nakanishi, režisér hry Resident Evil: Revelations. Rok před oznámením na E3 2016 byla hra představena jako demo pro virtuální realitu s názvem Kitchen. Tým vývojářů se inspiroval filmem The Evil Dead z roku 1981, zmenšil hru na jednu lokaci a použil pohled první osoby. Rovněž vyšly dvě DLC, Not a Hero a End of Zoe.

## Vydání, ohlasy a prodeje
Hra vyšla v lednu 2017 pro PlayStation 4, Windows a Xbox One, následovala cloudová verze pro Nintendo Switch. V červnu 2022 vyšla po celém světě verze pro PlayStation 5 a Xbox Series X/S. V červenci 2024 vyšly verze hry pro iOS, iPadOS a macOS. Hra podporuje také náhlavní soupravu PlayStation VR.
Hra získala obecně příznivé recenze a byla považována za úspěšný návrat série. Kritici chválili vizuální stránku, hratelnost, příběh, inovace a využití virtuální reality, ale souboje s bossy a závěrečná kapitola sklidily kritiku.
Do listopadu 2024 se hry prodalo 14 milionů kusů a byla nominována na několik ocenění na konci roku. Pokračování s názvem Resident Evil Village vyšlo 7. května 2021.